# Каирская декларация о правах человека в исламе
Каи́рская деклара́ция о права́х челове́ка в исла́ме (сокр. КДПЧИ) (араб. إعلان القاهرة لحقوق الإنسان في الإسلام‎) — декларация государств-членов Организации исламского сотрудничества (ОИС), принятая в Каире в 1990 году. Декларация представляет исламскую точку зрения на права человека, и утверждает исламское законодательство (шариат) в качестве единственного источника. КДПЧИ ставит цель выработать «общие указания для государств-членов ОИС в области прав человека».

## История
Декларация была признана в качестве исламского ответа Организации Объединённых Наций на Всеобщую декларацию прав человека (ВДПЧ), которая была принята в 1948 году. Каирская декларация гарантирует большую часть прав, представленных во Всеобщей декларации, но в то же время подтверждает неравенства, закреплённые в исламском праве (фикхе) и религиозных традиции в семейных отношениях, политических правах и других аспектов жизни современного общества.
Некоторые мусульманские страны критиковали Всеобщую декларацию прав человека за его неспособность учитывать культурные и религиозные условия незападных стран. В 1981 году представитель Ирана в ООН Саид Раджаи-Харасани сформулировал позицию своей страны в отношении Всеобщей декларации прав человека, назвав его релятивным «светским пониманием иудео-христианской традиции», которое не может быть реализовано мусульманами без нарушения исламского законодательства.
Каирская декларация была принята в 1990 году 45 членами Организации исламского сотрудничества. В 1992 году текст Каирской декларации был представлен Комиссии ООН по правам человека, где она была решительно осуждена Международной комиссией юристов.

## Содержание
Декларация запрещает дискриминацию по расовому, языковому, половому, религиозному и т. д. признаку. Она провозглашает святость жизни, и объявляет «сохранение человеческой жизни», в качестве «обязанности, установленной шариатом». Каирская декларация гарантирует невоюющему мирному населению (старикам, женщинам, детям, раненным, больным и военнопленным) право на продовольствие, жильё, безопасность и лечение в военное время.
Декларация дает мужчинам и женщинам «право на брак» независимо от их расы, цвета кожи или национальности, но не религиозной принадлежности. Женщина имеет свой «самостоятельный гражданский статус и финансовую независимость, а также право сохранять своё имя и род». Муж отвечает за социальную и финансовую защиту семьи. Декларация даёт обоим родителям права на своих детей, и обязывает их обоих защищать ребёнка до и после рождения. Каждая семья имеет «право на неприкосновенность частной жизни».
Декларация защищает каждого человека от произвольного ареста, пыток, жестокого обращения или унижения. Кроме того, ни один человек не должен быть использован для медицинских или научных экспериментов. Кроме того, Каирская декларация гарантирует презумпцию невиновности.

## Критика
Каирская декларация была подвергнута критике за то, что она не гарантирует свободу вероисповедания, в частности право каждого человека изменить свою религию.
В совместном заявлении, представленном Международным гуманистическим и этическим союзом (МГЭС), Ассоциацией всемирного просвещения (АСП) и Ассоциация граждан мира (АГМ) говорится, что Каирская декларация ограничивает права человека, свободу вероисповедания и свободу слова. В конце заявления говорится: «Каирская декларация прав человека в исламе, несомненно, является попыткой ограничить права, закрепленные во Всеобщей декларации прав и Международных пактах. Она не может рассматриваться в качестве дополнения к Всеобщей декларации».
Адама Диенг, член Международной комиссии юристов, также подверг критике Каирскую декларацию. Он утверждал, что декларация серьёзно угрожает межкультурному диалогу, на котором основаны международные договоры по правам человека; что она вводит невыносимую дискриминацию в отношении немусульман и женщин. Он также утверждал, что Каирская декларация использует шариат, для оправдания законности такой практики, как телесные наказания, ущемляющие достоинство человека.